# Tamba suffusa
Tamba suffusa là một loài bướm đêm trong họ Noctuidae.